# Labrus viridis
Labrus viridis, conosciuto comunemente come tordo marvizzo, tordo d'alga o tordo verde, è un pesce d'acqua salata del genere Labrus, appartenente alla famiglia Labridae.

## Distribuzione e habitat
Questo pesce è comune nell'intero mar Mediterraneo, nel mar Nero occidentale ed in una ristretta porzione dell'Oceano Atlantico tra la Galizia ed il Marocco.

Fondali rocciosi ricchi di vegetazione e praterie di Posidonia oceanica, raramente oltre i 10–15 m di profondità (eccezionalmente fino a 45).

## Descrizione
Il corpo è più allungato che nelle specie di Symphodus ed abbastanza fusiforme, labbra carnose ma meno che negli altri Labrus racchiudenti denti ben visibili anche a bocca chiusa, il profilo della testa non è arcuato. Pinna dorsale unica e lunga, la parte iniziale ha raggi spinosi poco pungenti, pinna caudale arrotondata, pinne pettorali grandi.

Il colore è di solito verde vivo con una fascia bianca laterale nei giovani (questa livrea può essere assunta anche da altri giovani labridi come Labrus merula), gli adulti possono essere verdastri o rossastri con macchiette bianche sulle squame.

Raggiunge i 50 cm di lunghezza.

## Alimentazione
Si ciba di invertebrati marini.

## Riproduzione
Ermafrodito proterogino, nasce femmina e dopo qualche anno diventa maschio. Si riproduce tra febbraio e giugno.

## Pesca
Si cattura  con lenze e reti da posta 
le sue carni vengono  consumate in zuppa.